# Konstantinos Zappas

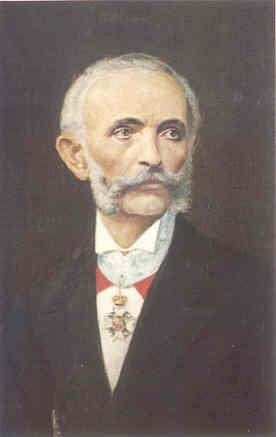
Konstantinos Zappas.

Konstantinos Zappas (em grego: Κωνσταντίνος Ζάππας 1814-1892) foi um empresário grego e benfeitor nacional. Junto com seu primo Evangelis Zappas desempenhou um papel fundamental no renascimento dos Jogos Olímpicos.